# ニデックパワートレインシステムズ
ニデックパワートレインシステムズ株式会社は、神奈川県座間市に本社を置く計測装置と自動車部品メーカーである。2013年10月に株式交換により日本電産（現・ニデック）の完全子会社となった。
計測部品の製造で起業した会社である背景で、精密加工が得意。主要事業である車載事業では自動車変速機用コントロールバルブユニット、ソレノイドバルブ（開閉弁、比例弁等）、電動オイルポンプ、電動アクチュエータ等自動車制御用部品を中心とした研究、開発及び製造を行っている。計測事業ではシーケンス制御や産業用3D測定技術等を用いた各種計測装置の開発及び製造を行っている。

## 沿革
- 1949年 - 東京測範株式会社を設立。測定機器の製造が始まる。
- 1952年 - 日産自動車が筆頭株主となり日産グループ入りする。
- 1953年 - 自動車部品の製造が始まる。
- 1962年 - 東京証券取引所2部に上場。相模工場（現、本社・開発技術センター）を新築。
- 1965年 - アメリカK&S社と半導体製造組立機械の国産化に関する技術提携を結ぶ。本社を東京都大田区雪ヶ谷町から神奈川県座間市（現、所在地）に移転する
- 1978年 - エンジン制御空気電磁弁の生産を開始。
- 1985年 - AT油圧制御電磁弁の生産を開始
- 1991年 - トーソク株式会社に商号変更。
- 1997年 - 日本電産グループに入る。
- 1999年 - 日本電産トーソク株式会社に商号変更。
- 2002年 - 「日本電産機器装置浙江有限公司」（現・尼得科増成機器装置（浙江）有限公司）を日本電産株式会社およびグループ会社と合弁で設立。
- 2004年 - 東京証券取引所1部へ指定替え。
- 2009年 - 半導体製造装置事業廃止。
- 2013年10月 - 株式交換により日本電産の完全子会社となる[2]。
- 2023年4月、親会社の商号変更に合わせ商号をニデックパワートレインシステムズ株式会社に変更[3]。

## 事業所
国内
- 本社・開発技術センター

海外
- ベトナム、中国、メキシコ

## 取り扱い製品
- 電動アクチュエーター[4][5]
- 刻印機
- 画像検査装置
- 外観検査装置[6][7]